# Oughtibridge
Oughtibridge è un paese di 3.542 abitanti della contea del South Yorkshire, in Inghilterra. Si trova nella parrocchia civile di Bradfield.